# 푸단 대학

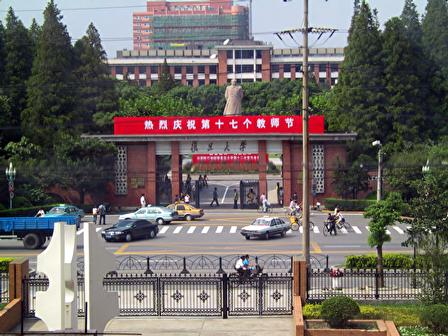

푸단 대학(중국어 간체자: 复旦大学, 정체자: 復旦大學, 병음: Fùdàn Dàxué)은 중화인민공화국 상하이에 있는 국립대학이며, 국가중점대학 중 하나이다. 중국의 일류대학 프로그램인 985工程, 211工程 에 포함되어 있다.
교명 復旦(부단)은 《尚書大傳·虞夏傳》의“日月光華，旦復旦兮”(일월광화, 단부단혜)에서 따왔다.
또 부흥진단(復興震旦)을 줄여 부단(復旦)이라고 했다는 설도 있다. 부흥진단은 '진단(중국이란 뜻)을 부흥시킨다'라는 의미이다.